# Presidência da Bósnia e Herzegovina
O Presidente da Bósnia e Herzegovina (Predsjedništvo Bosne i Hercegovine/Предсједништво Босне и Херцеговине) é o chefe de Estado conjunto do referido país.

## Estatuto
De acordo com o artigo V da Constituição, a Presidência consiste de três membros: um bosníaco e um croata eleitos pela Federação da Bósnia e Herzegovina e um membro sérvio eleito pela República Sérvia. Juntos, servem durante um mandato de quatro anos.
O membro com mais votos torna-se presidente da Presidência, a não ser que já seja o presidente em exercício à altura da eleição, mas a presidência alterna a cada oito meses, para assegurar igualdade.
A Presidência é responsável por:
- conduzir a política externa da Bósnia e Herzegovina;
- apontar embaixadores e outros representantes internacionais, em que não mais de dois terços sejam da Federação;
- representar a Bósnia e Herzegovina em organizações e instituições internacionais e pedir adesão em organizações e instituições internacionais das quais a Bósnia e Herzegovina não seja membro;
- negociar, denunciar, e, com o consentimento da Assembleia Parlamentar, ratificar tratados
- executar decisões da Assembleia Parlamentar;
- propor, após recomendação do Conselho de Ministros, um orçamento anual à Assembleia Parlamentar;
- reportar quando pedido, mas não mais de uma vez por ano, à Assembleia Parlamentar sobre os gastos da Presidência;
- coordenar quando necessário com as organizações internacionais e não governamentais na Bósnia e Herzegovina, e;
- perfazer outras funções que sejam necessárias para desempenhar as suas funções, que podem ser atribuídas pela Assembleia Parlamentar, ou que venham a ser acordadas pelas Entidades.

## Chefes de Estado da República Socialista da Bósnia e Herzegovina
- Presidente do Conselho Anti-Fascista da Libertação Popular da Bósnia e Herzegovina
  - Vojislav Kecmanović (25 de novembro de 1943 – 26 de abril de 1945)
- Presidentes do Presídio da Assembleia Popular
  - Vojislav Kecmanović (26 de abril de 1945 – novembro de 1946)
  - Đuro Pucar (novembro de 1946 – setembro de 1948)
  - Vlado Segrt (setembro de 1948 – março de 1953)
- Presidentes da Assembleia Popular
  - Đuro Pucar (dezembro de 1953 – junho de 1963)
  - Ratomir Dugonjić (junho de 1963 – 1967)
  - Džemal Bijedić (1967 – 1971)
  - Hamdija Pozderac (1971 – maio de 1974)
- Presidentes da Presidência
  - Ratomir Dugonjić (maio de 1974 – abril de 1978)
  - Raif Dizdarević (abril de 1978 – abril de 1982)
  - Branko Mikulić (abril de 1982 – 26 de abril de 1984)
  - Milanko Renovica (26 de abril de 1984 – 26 de abril de 1985)
  - Munir Mesihović (26 de abril de 1985 – abril de 1987)
  - Mato Andrić (abril de 1987 – abril de 1988)
  - Nikola Filipović (abril de 1988 – abril de 1989)
  - Obrad Piljak (abril de 1989 – 20 de dezembro de 1990)

## Presidentes da República da Bósnia e Herzegovina
Quando o país declarou independência em 1992, a Presidência consistia em:
- dois membros bosníacos: Alija Izetbegović e Fikret Abdić
- dois membros sérvios: Biljana Plavšić e Nikola Koljević
- dois membros croatas: Stjepan Kljujić e Franjo Boras
- um outro membro: Ejup Ganić

No decorrer da Guerra da Bósnia, a Presidência sofreu várias alterações: os membros sérvios Plavšić e Koljević, bem como o membro croata Boras, saíram e foram substituídos por Nenad Kecmanović, Mirko Pejanović e Ivo Komšić, respetivamente. Kecmanović também sairia, e seria substituído por Tatjana Ljujić-Mijatović. Passado um tempo, Abdić foi substituído por Nijaz Duraković.

## Presidência eleita em 1998
Membros eleitos:
- Alija Izetbegović pelos bosníacos, desde 5 de outubro de 1996 (presidente entre 14 de fevereiro e 14 de outubro de 2000)
- Živko Radišić pelos sérvios, desde 13 de outubro de 1998
- Ante Jelavić pelos croatas, de setembro de 1998 a março de 2001

Živko Radišić, com 52% dos votos sérvios foi eleito presidente da Presidência coletiva para os primeiros oito meses; Ante Jelavić com 52% dos votos croatas sucedeu a Radišić; Alija Izetbegović com 87% dos votos bosníacos teve a maior percentagem de votos das eleições mas estava inelígivel para servir um segundo mandato até que Radišić e Jelavić servissem como presidentes da Presidência. Ante Jelavić acabou por ser substituído por Jozo Križanović para o resto do seu mandato por decisão de Wolfgang Petrisch, Alto Representante para a Bósnia e Herzegovina.

## Presidência eleita em 2002
A eleição teve lugar a 5 de outubro de 2002.
Membros eleitos:
- Dragan Čović pelos croatas
- Mirko Šarović pelos sérvios
- Sulejman Tihić pelos bosníacos

Mirko Šarović com 35,5% dos votos sérvios foi eleito presidente da Presidência coletiva para os primeiros oito meses; Dragan Čović teve 61,5% dos votos croatas e Sulejman Tihić teve 37% dos votos bosníacos.
Mirko Šarović demitiu-se em 2003 devido à sua implicação num escândalo relacionado com a venda de armas ao Iraque. O Parlamento substituiu-o por Borislav Paravac.
Dragan Čović foi dispensado pelo Alto Representante Paddy Ashdown, após Čović ter sido indiciado por corrupção financeira; contudo, o julgamento ainda não teve lugar. O Parlamento substituiu-o por Ivo Miro Jović.

## Presidência eleita em 2006
A eleição teve lugar a 1 de outubro de 2006.
Membros eleitos:
- Željko Komšić pelos croatas
- Nebojša Radmanović pelos sérvios
- Haris Silajdžić pelos bosníacos

## Presidência eleita em 2010
A eleição teve lugar a 3 de outubro de 2010.
Membros eleitos:
- Željko Komšić pelos croatas
- Nebojša Radmanović pelos sérvios
- Bakir Izetbegović pelos bosníacos

## Presidência eleita em 2014
A eleição teve lugar a 12 de outubro de 2014.
Membros eleitos:
- Dragan Čović pelos croatas
- Mladen Ivanić pelos sérvios
- Bakir Izetbegović pelos bosníacos

## Presidência eleita em 2018
A eleição teve lugar a 7 de outubro de 2018.
Membros eleitos:
- Željko Komšić pelos croatas
- Milorad Dodik pelos sérvios
- Šefik Džaferović pelos bosníacos

## Presidência eleita em 2022
A eleição teve lugar a 2 de outubro de 2022.
Membros eleitos:
- Željko Komšić pelos croatas
- Željka Cvijanović pelos sérvios
- Denis Bećirović pelos bosníacos